# Petrus (tiếm vị)
Petrus là kẻ tiếm vị La Mã vào đầu thế kỷ thứ sáu, được ghi lại trong hai nguồn sử liệu nhỏ gồm Consularia Caesaraugustana và Victoris Tunnunnensis Chronicon. Ông vốn bất mãn trước man tộc Visigoth từ lâu, chờ dịp thuận tiện bèn điều động binh mã dấy loạn chống lại họ ở Tây Ban Nha. Khi người Visigoth kéo toàn quân tới đánh chiếm thành phố Dertosa vào năm 506, ông không chống chọi nổi nên bị bắt làm tù binh và bị triều đình Visigoth xử trảm bêu đầu thị chúng tại Saragossa. Chẳng ai hay biết chút gì về thân thế của Petrus, nhưng xem chừng ông từng là thống đốc La Mã thứ hai (sau Burdunellus) cố gắng đòi lại quyền hành ở thung lũng Ebro của Tây Ban Nha sau khi Đế quốc Tây La Mã sụp đổ.